# Ozero Voknisjtje
Ozero Voknisjtje (ryska: Озеро Вокнище) är en sjö i Belarus.   Den ligger i voblasten Vitsebsks voblast, i den norra delen av landet, 190 km nordost om huvudstaden Minsk. Ozero Voknisjtje ligger 136 meter över havet.
I omgivningarna runt Ozero Voknisjtje växer i huvudsak blandskog. Runt Ozero Voknisjtje är det glesbefolkat, med 14 invånare per kvadratkilometer.